# Анна свободна
«Анна свободна» (англ. Hannah Free) — американская мелодрама 2009 года режиссёра Венди Джо Карлтон, основанная на одноимённой книге Клаудии Аллен.

## Сюжет
Фильм рассказывает о многолетних отношениях между двумя женщинами, от детства до старости. Находясь в доме для престарелых, Ханна вспоминает всю свою жизнь. В этом же доме находится и Рейчел — её возлюбленная. Рейчел в коме, её дочь запрещает Ханне с ней увидеться. Прикованная к постели, Ханна воскрешает в памяти моменты своей жизни, связанные с Рейчел, полные как любви, так и непонимания.

## В ролях
| В ролях      |  | Персонаж |
| ------------ |  | -------- |
| Шэрон Глесс  |  | Ханна    |
| Энн Хейджман |  | Рейчел   |

## Награды
Фильм получил следующие награды:
| Награды                                          | Награды | Награды                   | Награды                     | Награды         |
| ------------------------------------------------ | ------- | ------------------------- | --------------------------- | --------------- |
| Фестиваль / Премия                               | Год     | Награда                   | Категория                   | Победитель      |
| Philadelphia Q-Fest                              | 2009    | Приз зрительских симпатий | Лучший художественный фильм | «Анна свободна» |
| Austin Gay & Lesbian International Film Festival | 2009    | Приз зрительских симпатий | Best Narrative Feature Film | «Анна свободна» |
| Montreal International LGBT Film Festival        | 2009    | Приз зрительских симпатий | Лучший художественный фильм | «Анна свободна» |
| Madrid International Gay & Lesbian Film Festival | 2009    | Приз жюри                 | Лучшая актриса              | Шэрон Глесс     |
| Midwest Film Festival                            | 2009    |                           | Лучший монтаж               | «Анна свободна» |
| Outmusic LGBT Recording Academy Awards           | 2009    |                           | Выдающийся саундтрек        | «Анна свободна» |
| St. Louis Q-Fest                                 | 2010    | Приз зрительских симпатий | Лучший художественный фильм | «Анна свободна» |
| Miami Gay & Lesbian Film Festival                | 2010    | Приз зрительских симпатий | Лучший художественный фильм | «Анна свободна» |